# Vega (rachetă)
Vega (Vettore Europeo di Generazione Avanzata, „Rachetă Purtătoare Europeană de Generație Avansată”) este o rachetă purtătoare de sateliți de masă redusă/medie dezvoltată pentru Arianespace în cooperare de către Agenția Spațială Italiană și Agenția Spațială Europeană. 